# الاستجابة لجائحة فيروس كورونا 2019–20 في مارس 2020

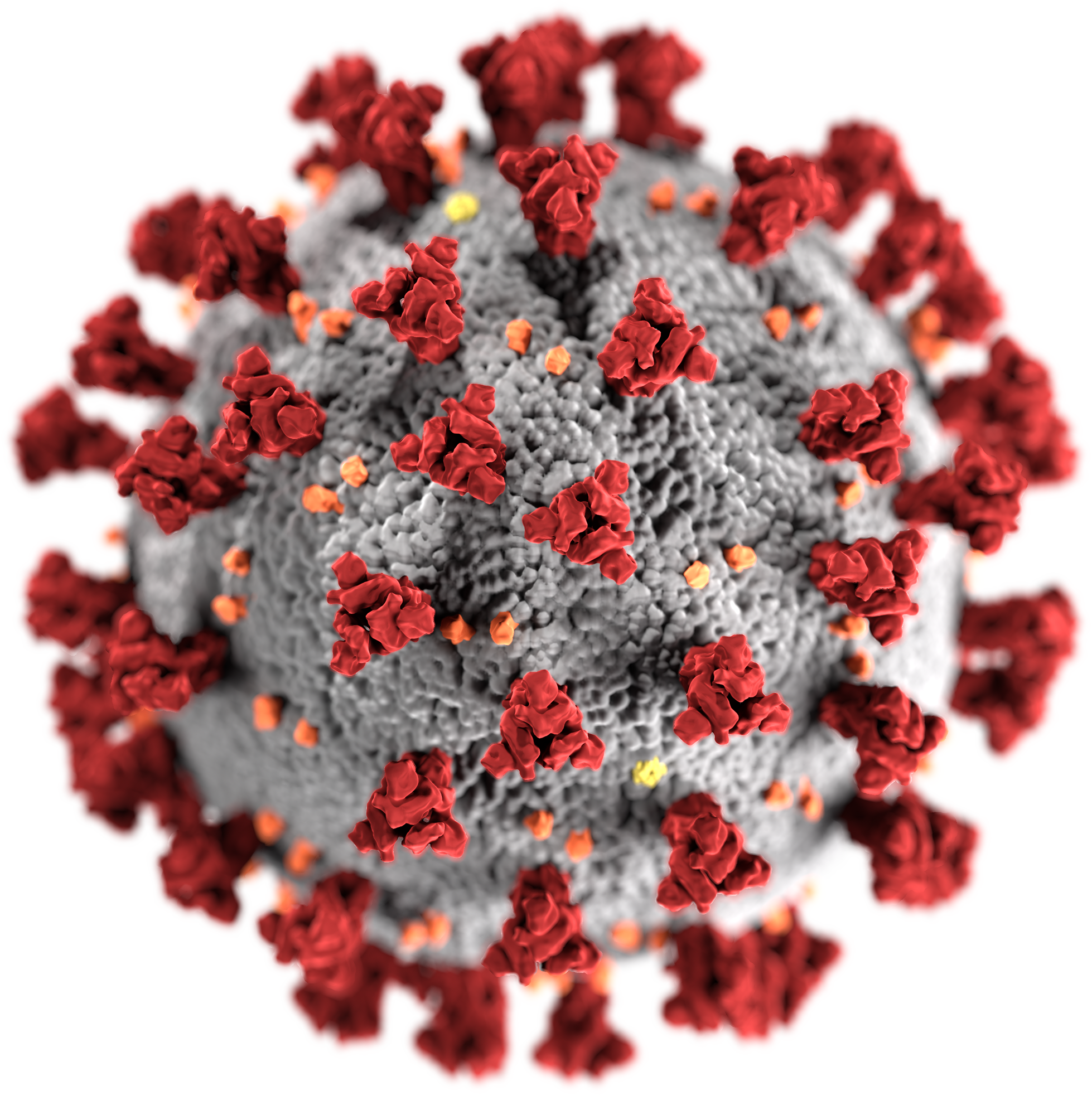

يوثق هذا المقال التسلسل الزمني للاستجابة لوباء فيروس كورونا 2019-2020 في آذار 2020، والذي نشأ في ووهان، الصين في كانون الأول 2019. قد تصبح بعض التطورات معروفة أو مفهومة بالكامل فقط عند مراجعة الأحداث السابقة. بدأ الإبلاغ عن هذا التفشي في كانون الأول 2019 .

## ردود الفعل والتدابير على أرض الصين

### 2 آذار
أغلقت ووهان أول مستشفى مؤقت لها، وهو واحد من 16 مستشفى تم بناؤه لاحتواء الوباء بعد خروج آخر شخص. جاء ذلك مع انخفاض عدد الحالات الجديدة.

### 3 آذار
سوف تقوم منطقة شانغهاي ومقاطعة قوانغدونغ بتطبيق الحجر الصحي لمدة 14 يوما للمسافرين القادمين من الدول المصابة بفايروس كورونا.

### 7 آذار
انهيار فندق شينجيا اكسبرس في مدينة Quanzhou ، بمقاطعة Fujian ، الصين، بسبب وقوع عشرات الاتصالات المباشرة بأشخاص مصابين بفايروس كورونا. وقد توفي 29 شخصًا نتيجة لذلك.

### 9
تم إغلاق 11 مستشفى من أصل 16 مستشفى مؤقتًا قد أُنشئت في ووهان خاصة بمكافحة الفايروس بعد تفريغها من آخر شخص فيها وذلك بعد شفائه، وآخرها مركز رياضي ومصنع كان قد تم تحويلهم إلى محاجر صحية لمكافحة الفايروس.وكانذلك بسبب استمرار انخفاض عدد الحالات المصابة.

### 10 آذار
يزور السكرتير العام للحزب الشيوعي الصيني شي جين بينغ مدينةووهان ويصدر بيانا يزعم فيه أنه تم القضاء على COVID-19 في ووهان ومقاطعة هوبي.

### 11 آذار
أعلنت حكومة مقاطعة هوبي أن الأعمال المتعلقة بالسيطرة على الأوبئة والمرافق العامة والضروريات اليومية يُسمح لها باستئناف العمل الآن. سيتم السماح للشركات الأخرى باستئناف العمل في 20 آذار.

### 12 آذار
المتحدث باسم وزارة الخارجية الصينية تشاو ليجيان يزعم أن الجيش الأمريكي نقل الفايروس إلى ووهان من خلال تغريدة مثيرة للجدل.

### 14 آذار
- استجابة لزيادة أعداد الحالات المصابة القادمة من الخارج، أعلنت السلطات في بكين أنه سيتم الحجر الصحي لمدة 14 يوما لكل القادمين من الخارج.[11]

### 16 آذار
المكتب الوطني الصيني للإحصاءات قام باصدار أرقامًا تظهر الانخفاض في الناتج الصناعي بنسبة 13.5٪، والانخفاض في استثمار الأصول الثابتة بنسبة 24.5٪، والانخفاض في الاستثمار في القطاع الخاص بنسبة 26.4٪، وانكماش مبيعات التجزئة بنسبة 20.5٪ في الفترة من كانون الثاني إلى شباط من2020 نتيجة لوباء فايروس كورونا.

### 22 آذار
استجابة لزيادة أعداد الحالات المصابة في القادمين من الخارج، قررت إدارة الطيران المدني في الصين تحويل الرحلات الدولية المتجهة إلى بكين إلى 12 مطاراً مخصصاً للحجر الصحي.

### 23 آذار
تخفف ووهان من اجراءات الحجزعلى السكان، بالسماح للأشخاص من المجمعات السكنية التي تعتبرخالية من الفايروس بمغادرة منازلهم لاستئناف عملهم، بشرط عدم ارتفاع درجة الحرارة لديهم وحصولهم على مصدقة خضراء للصحة. سُمح لغير المقيمين بالتقدم لمغادرة المدينة. استئناف خدمات القطارات.

### 24 آذار
صرح رئيس مجلس الدولة الصيني لي كه تشيانغ بأن الانتشار للحالات الناقلة للمرض تم حظرها بشكل أساسي، بالإضافة إلى السيطرة على انتشار المرض داخل الصين.

### 25 آذار
مفوضية الصحة في هوبي تلغي جميع قيود السفر من وإلى المقاطعة باستثناء مدينة ووهان.

### 27 آذار
استجابة لاستمرار الزيادة في أعداد الحالات المصابة للقادمين من الخارج، أعلنت الحكومة الصينية بأنها ستغلق حدودها للقادمين الأجانب ابتداء من 28 آذار كأحد الجهود المتخذة لوقف دخول فايروس كورونا إلى الصين. يشمل الحظر أيضا الأجانب الذين يحملون تأشيرات وتصاريح إقامة. وتشمل الإجراءات الأخرى تقييد كل من شركات الطيران الصينية والأجنبية بطريق واحد ووجهة واحدة خلال الأسبوع.

### 28 آذار
اندلعت اشتباكات على جسر يربط هوبي بمقاطعة جيانغشي المجاورة عندما حاول المسافرون في هوبي اقتحام نقطة تفتيش في جيانغشي. كان هذا الاشتباك نتيجة لخلاف بين الشرطة من كلا المقاطعتين حول كيفية التحقق من السماح لأشخاص من هوبي بدخول جيانغشي. ورداً على ذلك، أعلنت سلطات المقاطعة أنه سيتم إزالة نقاط التفتيش ولن تكون هناك حاجة إلى وثائق خاصة للعبور.

### 29 آذار
وفقا لتقريرفي صحيفة الغارديان ، واجه المغتربون الغربيون والأفارقة عداءًا وتمييزًا عنصريا، وقد كان هذا استجابة منهم إلى الازدياد في أعداد الحالات المصابة للأجانب القادمين من الخارج بدل أن كانت من الصينين المحليين. وقد اتخذ العداء تجاه الأجانب شكل حرمانهم من دخول المطاعم والمتاجر والصالات الرياضية والفنادق، وتعرضهم لمزيد من الفحص والإساءة اللفظية والنبذ.

### 30 آذار
أعلن الأمين العام للحزب الشيوعي الصيني شي جين بينغ أن الحكومة سوف تتخذ تدابير لمساعدة الشركات الصغيرة والمتوسطة المتضررة من جائحة COVID-19.

## ردود الفعل والتدابير على أرض الصين
ملخص عام (حتى 31 مارس 2020): انتشر الفيروس في معظم أنحاء العالم، وهناك ما لا يقل عن 730,000 حالة مؤكدة مع أكثر من 36,000 حالة وفاة. بحلول نهاية شهر مارس، لم تبلغ سوى البلدان والأقاليم التالية عن أي حالات إصابة بعدوى سارس - CoV - 2 :
أفريقيا
آسيا
أوروبا
أمريكا الشمالية ومنطقة البحر الكاريبي
أوقيانوسيا
- Falkland Islands

يتم تطبيق تدابير المراقبة الصارمة في المطارات والموانئ والمعابر الحدودية لمنع انتشار المرض على نطاق واسع في البلدان / الأقاليم التي تشترك في حدود مع أو تقع في حي البر الرئيسي للصين. وبناءً على ذلك، تقوم بعض البلدان بمراقبة الركاب الذين يصلون إلى مطاراتها الدولية الرئيسية حرارياً، بينما توقفت الرحلات الجوية من وإلى البلدان المصابة. والأخطر من ذلك، حظرت دول مثل كوريا الشمالية وبابوا غينيا الجديدة المسافرين من جميع الدول الآسيوية.
إغلاق الحدود البرية والبحرية بسبب المخاوف من الفايروس. على سبيل المثال، أغلقت هونغ كونغ ومنغوليا وكوريا الشمالية وروسيا حدودها مع البر الرئيسي للصين، بينما أغلقت بابوا غينيا الجديدة حدودها البرية مع إندونيسيا. أغلقت سنغافورة حدودها أمام جميع المسافرين الصينيين.
كما تم تعليق التأشيرات لبعض الدول. توقفت فيتنام عن إصدار التأشيرات للمواطنين الصينيين، باستثناء العمل الدبلوماسي. كما قامت كازاخستان وماليزيا وسريلانكا والفلبين بتعليق إصدار التأشيرات: على وصول المواطنين الصينيين، باتجاه كامل المنطقة المصابة في الصين ونحو الزوار المرتبطين بهوبي الذين لديهم تاريخ سفر سابقًا أو لديهم حاليًا جواز سفر صادر عن هوبي وسلطات أحيائها.
وقد تم إجلاء مواطني كل بلد وتم إعادة معظمهم إلى الحجر الصحي لمدة 14 يومًا على الأقل. وقد تم إصدار قيود السفر والإرشادات، خاصة لدول شرق آسيا وأوروبا.
وقد تسبب هذا الوباء في عمليات الإغلاق لبعض الأماكن، مثل ووهان الصينية، ودايجو من كوريا الجنوبية، ولوزون الفلبين، وإيطاليا، والدنمارك، وفرنسا، وماليزيا، وجمهورية التشيك، وإسبانيا، والهند. التجمعات العامة أو الجماعية محظورة أو مقيدة، بما في ذلك المدارس وأماكن العمل. وقد تم أيضا إلغاء الكثير من الحفلات الموسيقية والأحداث الرياضية.

### 1 آذار
نصحت السلطات في كوريا الجنوبية الناس بالبقاء في منازلهم وعدم حضور أي تجمعات. بالإضافة إلى ذلك، تم تمديد فترة العطلة المدرسية لمدة أسبوع واحد في جميع أنحاء البلاد، وثلاثة أسابيع في دايجو.
قدمت سلطات سول شكوى إلى المدعي العام، تطالبهم بمقضاة قائد كنيسة الجنة والأرض الجديدة ليسوع، ولي مان هيو و 11 آخرون بتهمة التسبب في الموت وعرقلة احتواء فايروس كورونا.
في الولايات المتحدة، ألغت الجمعية الفيزيائية الأمريكية اجتماعها السنوي، الذي كان من المقرر عقده في دنفر، كولورادو في الفترة من 2 إلى 6 آذار.
في اليابان، سيحول أحد مصانع لوحات LCD من شركة Sharp بعض من سعته الانتاجية لانتاج الكمامات الجراحية. في نهاية آذار، ستنتج 150.0000 كمامة يوميا، وسترتفع إلى 500000 كمامة يوميا، صناع الكمامات الاخرون زادو انتاجهم خمس أضعاف، لترتفع من 20 مليون إلى 100 مليون كمامة في الاسبوع.

### 2 آذار
أعلن المركز الأوروبي للوقاية من الأمراض ومكافحتها أنه رفع مستوى الخطر من معتدل إلى مرتفع للأشخاص داخل الاتحاد الأوروبي.
في الولايات المتحدة، تم إغلاق العديد من المدارس في ولاية واشنطن بسبب ارتفاع حالات الإصابة بفايروس كورونا.
تدعو المملكة المتحدة إلى عقد اجتماع طارئ بشأنالفايروس، حيث زادت الحالات بنسبة 12.
مرر مجلس النواب في البرلمان البولندي مشروع قانون بشأن التدابير الخاصة المتعلقة بانتشار فايروس كورونا الجديد.
اعتذر زعيم كنيسة Shincheonji ليسوع، ولي مان هي، عن دورهم في تفشي المرض.
ومددت نيوزيلندا قيود السفر إلى إيران والصين لمدة سبعة أيام. بالإضافة إلى ذلك، سيُطلب من المسافرين القادمين من شمال إيطاليا وكوريا الجنوبية عزل أنفسهم لمدة 14 يومًا.

### 3
أعلن رئيس كوريا الجنوبية مون جاي إن الحرب على الوباء، وتوفير المزيد من أسرة المستشفيات وكمامات الوجه. سيتم ضخ أكثر من 30 تريليون وون في الاقتصاد لتوفير الدعم، وستعمل الوكالات الحكومية على مدار الساعة.
يوافق مسؤولو مركز السيطرة على الأمراض والوقاية في كوريا الجنوبية على الاختبار الأول الذي أكملته شركة علوم الحياة الكورية ووافق على اختبار آخر في اليوم التالي.
تخطط إندونيسيا لبناء مستشفى في جزيرة غالانغ لعلاج المصابين ب.
ستحظر سنغافورة الزائرين القادمين من كوريا الجنوبية وإيران وشمال إيطاليا اعتبارًا من 4 آذار، حيث سيتم الإعلان لمواطنين سنغافورة والمقيمين الدائمين وحاملي تصاريح الدخول الطويلة القادمين من هذه الأماكن البقاء في المنزل (SHN) لمدة 14 يومًا. بالإضافة إلى ذلك، سيُطلب من جميع المسافرين الذين يدخلون سنغافورة مصابين بالحمى أو علامات أمراض الجهاز التنفسي الخضوع لاختبارات الفحص الكامل، مع فرض عقوبات على الرفض. تم توسيع نطاق إرشادات السفر لتشمل إيران وشمال إيطاليا واليابان وكوريا الجنوبية.
قامت الهند بتعليق جميع التأشيرات التي تخص مواطني إيطاليا وإيران وكوريا الجنوبية واليابان على الفور، بالإضافة للمسافرين الذين ذهبوا إلى هذه الأماكن. ونصحت السلطات بعدم السفر غير الضروري إلى الصين وإيران وإيطاليا وكوريا الجنوبية، إلى جانب الفحص الطبي للمسافرين القادمين من 14 مكانًا.
قامت إيران بالإفراج المؤقت لأكثر من 54000 سجين بسبب انتشار فايروس كورونا الجديد في السجون المزدحمة. كما أعلنت إيران عن خطط لحشد 300 ألف جندي ومتطوع ضد تفشي المرض.
هونج كونج نظمت أربع رحلات جوية لإجلاء 533 من سكان هونج كونج عالقين في مقاطعة هوبي.
صرح مدير عام منظمة الصحة العالمية (WHO) أن أحدث معدل عالمي لوفيات فيروسات كورونا الجديدة أعلى بكثير من الإنفلونزا الموسمية، 3.4 ٪ وأقل بكثير من 1 ٪ على التوالي.
أغلقت فرنسا نحو 120 مدرسة في المناطق المصابة بالفايروس والتي تعاني من أكبر عدد من الإصابات، ومن المتوقع إغلاق المزيد منها في الأيام القادمة. ستظل المدارس في وايز مغلقة حتى إشعار آخر، بينما ستظل المدارس في موربيهان مغلقة حتى 14 مارس.
ستستخدم أستراليا قانونًا للأمن الحيوي غير معروف (قانون الأمن الحيوي لعام 2015 ) لتقييد تحركات الأشخاص المشتبه في إصابتهم بفايروس كورونا، والذي تم استخدامه منذ سنه فقط للأغراض الزراعية. جاء ذلك بعد تأكيد حالات عدوى المجتمع هناك.

### 4 آذار
أعلن رئيس الوزراء الكندي جاستن ترودو عن تشكيل لجنة وزارية جديدة لإدارة «الاستجابة الفيدرالية لمرض فايروس كورونا».
ولاية ساراواك الماليزية تقوم بعمل حظر للمسافرين الذين زاروا إيطاليا وإيران وكوريا الجنوبية والصين في ال 14 يومًا.
ومن المقرر أن يناقش البرلمان البرتغالي تفشي المرض في 4 آذار، حيث سيفتتح رئيس الوزراء البرتغالي أنطونيو كوستا النقاش نصف الأسبوعي حول موضوع «الوقاية من وباء COVID-19 واحتوائه».
نصحت تايلاند المسافرين القادمين من تسعة بلدان وهي (سنغافورة والصين (بما في ذلك هونغ كونغ وماكاو) واليابان وكوريا الجنوبية وتايوان وألمانيا وفرنسا وإيطاليا وإيران) بعمل الحجر الذاتي وتسجيل عناوينهم. أوضحت السلطات في وقت لاحق أن الحجر الصحي ليس إلزاميا حتى يتم الانتهاء من قائمة المخاطر العالية للدول.
ومنذ ذلك الحين، أغلق العراق المدارس والجامعات ودور السينما والمقاهي والأماكن العامة الأخرى، التي سيتم إعادة فتحها في 7 آذار. بالإضافة إلى ذلك، حظرت السلطات صلاة الجماعة بما في ذلك أيام الجمعة حتى إشعار آخر.
يخضع فريق الدراجات الفرنسي Cofidis للحجر الصحي في الإمارات العربية المتحدة، حتى 14 آذار. يأتي ذلك بعد أن أثبتت نتائج اختبار الإصابة بفايروس كورونا وجود العديد من الموظفين المصابين، مما أدى إلى إلغاء الجولة في الإمارات العربية المتحدة.
وحثت حكومة طوكيو السكان على الامتناع عن الانضمام إلى حفلات أزهار الكرز في الحدائق نظرا لفايروس كورونا.
حظرت روسيا تصدير بدلات الأقنعة والأقنعة وأجهزة التنفس من بين قائمة من 17 عنصرًا لضمان وصول الأطباء إلى هذه العناصر لعلاج الناس. القرار، الذي نُشر اليوم، بدأ قبل يومين وينتهي في 1 حزيران. لا يشمل الحظر الصادرات لأغراض إنسانية وشخصية.
نقلت رابطة كرة القدم الأسترالية مباراة بين St Kilda Saints و Port Adelaide Power ، والتيكانت مقررة أصلا في 31 أيار في ملعب Jiangwan في شنغهاي، الصين إلى ملعب Docklands في ملبورن، أستراليا، ليتم لعبها في 7 حزيران بدلاً من ذلك.
أعيد افتتاح متحف اللوفر في فرنسا بعد إضراب استمر ثلاثة أيام من قبل الموظفين المهتمين بفايروس كورونا.
ستغلق إيطاليا المدارس والجامعات حتى 15 آذار لاحتواء الفيروس، بالإضافة إلى وضع تدابير للسيطرة على الحشود. في الوقت نفسه، يمكن لعب مباريات الدوري الإيطالي بدون متفرجين في محاولة لوقف الفايروس.
سيحصل العاملون في المملكة المتحدة الذين يعزلون أنفسهم على أجر مرضي من اليوم الأول منذ توقفهم عن العمل.
انهارت شركة الطيران الإقليمية ومقرها المملكة المتحدة Flybe في الساعة 10 مساءًا بتوقيت غرينتش وأرسلت إلى الإدارة، مخاطرة بإغلاق محتمل للعديد من المطارات المحلية في جميع أنحاء المملكة المتحدة.
علقت المملكة العربية السعودية الحج والعمرة مؤقتًا للمواطنين والمقيمين هناك بسبب فايروس كورونا. كما لم يسمح بزيارات إلى المسجد في المدينة المنورة.
وصرحت اليابان إن تتابع الشعلة لدورة الألعاب الأولمبية لعام 2020 يمكن تعديله لمنع انتشار الفايروس.
علقت ماليزيا جميع أنظمة الأوتوبات والبوابات الإلكترونية في جميع نقاط التفتيش للتعامل مع الفايروس.
في هونغ كونغ، بدأ أصحاب الأعمال الصغيرة بعمل مطالبات لالحكومة لتقديم مساعدات بقيمة 6 مليارات دولار هونج كونج، حيث واجهوا المعوقات للاستمرار بالعمل. بدأت الحكومة في استخدام السجينات لإنتاج 180 ألف كمامة جراحي شهريًا.

### 5 آذار
كوريا الجنوبية، تمدد إغلاق خدمات الرعاية اليومية في جميع أنحاء البلاد لمدة أسبوعين آخرين. في نفس اليوم، تم الإعلان عن «منطقة رعاية خاصة» جديدة في جيونجسان بعد الارتفاع الكبير في عدد الحالات هناك.
أستراليا، حظرت المسافرين القادمين من كوريا الجنوبية، وكذلك من الصين وإيران. سيتم إجراء فحص مكثف للمسافرين القادمين من إيطاليا.
تم إلغاء ماراثون روما، المقرر عقده في 29 آذار.
تم تأجيل ماراثون باريس، المقرر عقده في 5 نيسان، إلى تشرين الأول 2020.
إندونيسيا، ستحظر المسافرين القادمين من أكثر المناطق تضررا من إيران وإيطاليا وكوريا الجنوبية ابتداءا من 8 آذار. وسيخضع الإندونيسيون القادمون من هذه الأماكن لفحص صحي.
ستستأنف الكنيسة الكاثوليكية في سنغافورة الخدمات يوم 14 آذار مع اتخاذ الاحتياطات اللازمة.

### 6 آذار
روسيا، 700 شخص في سانت بطرسبرغ، بما في ذلك العديد من الطلاب، بسبب الاتصال بطالب إيطالي تم تشخيصه في اليوم السابق.
بوتان، منعت جميع السياح من الوصول إلى البلاد لمدة أسبوعين بأثر فوري. يأتي هذا بعد أول حالة مؤكدة. كما سيتم إغلاق المدارس لمدة أسبوعين في Dzongkhags في تيمفو وبارو وبوناكا، وتأجيل المؤتمرات والندوات الدولية.
الهند، بعد تأكد حالتها الحادية والثلاثين، أمرت الهند بفحص جميع المسافرين الدوليين عند دخولهم البلاد.
قامت Samsung Electronics بنقل جميع إنتاج هاتفها من Gumi ، كوريا الجنوبية إلى مصنع في فيتنام، حيث تم إيقاف الإنتاج باستمرار وكان ستة عمال في مصنع Gumi قد أصيبوا بالفعل بالفايروس.
في بنما، أتاحتوزارة الصحة (مينسا) الخط الساخن (169) للسماح للأشخاص الذين يُحتمل أن يكون لديهم فايروس كورونا باستشارة الطبيب. في اليوم نفسه، أُعلن أن أكثر من 800 شخص يخضعون للمراقبة الطبية، و 30 شخصًا أظهروا نتائج سلبية للفايروس. ونصحت المنسا أيضًا بعدم استخدام القناع الجراحي، لأنه يمكن أن يسبب جنون العظمة داخل المجتمع. كما عززت بنما تدابير الفحص الخاصة بها في جميع نقاط الدخول.
في الولايات المتحدة، أدخلت عدة ولايات تدابير تأمر التأمين الصحي بعدم فرض رسوم على الأشخاص (الدفع المشترك، التأمين المشترك) المرتبط زيارتهم للرعاية الصحية المتعلقة بـ COVID-19 أو الاختبارات المخبرية ل COVID-19. تم إلغاء العديد من التجمعات أيضًا. في أوستن ، تكساس، تم إلغاء مهرجان الموسيقى والإعلام الرئيسي SXSW للمرة الأولى في تاريخه الذي يبلغ 34 عامًا، وقد تم الإعلان عن كارثة محلية على الرغم من عدم وجود حالات فيروس كورونا في المدينة نفسها. في سياتل ، واشنطن، تم إلغاء وتأجيل Emerald City Comic Con حتى الصيف. علاوة على ذلك، ألغت DC Comics جميع تجمعات اتفاقية آذار،  والعديد من المؤسسات اليهودية في مدينة نيويورك، وأبرزها جامعة يشيفا، إما أغلقت أو اتخذت تدابير وقائية أخرى. كما تم تأجيل مواعيد جولة Miku Expo في أمريكا الشمالية.
تم الإعلان عن إلغاء TwitchCon Europe 2020، المقرر عقده في أمستردام في الفترة من 2 إلى 3 أيار 2020، كإجراء وقائي.
تم إلغاء مسابقة Vis Moot ، المقررة في نيسان 2020 في فيينا، وتم نقلها إلى منصة عبر الإنترنت.
تأخرت جوائز الأكاديمية الهندية للأفلام الدولية (IIFA) التي استمرت ثلاثة أيام (والتي يطلق عليها اسم جوائز الأوسكار في بوليوود)، والتي من المفترض أن تُعقد في الفترة من 27 إلى 29 آذار، بسبب مخاوف من الإصابة بفايروس كورونا.
قام Carnival Cruise Line بتغيير سياسة الإلغاء الخاصة به، فسهل نقل مواعيد الرحلات البحرية للضيوف، ووفر البطاقات على متن الطائرة لأولئك الذين يقررون الاستمرار في مواعيد الإبحار في 6 آذار- 31 أيار.

### 7 آذار
ألغى الاتحاد الدولي لهوكي الجليد بطولة العالم للسيدات، المقرر إجراؤها من 31 آذار إلى 10 نيسان في كندا، بسبب مخاوف بشأن فايروس كورونا.
سنغافورة، تعلق الرابطة الشعبية الأنشطة والدروس والأنشطة التي قد حضرها حالات ثبتت اصابتها لمدة 14 يومًا، بالإضافة إلى جميع دروس الغناء.

### 8 آذار
قرر منظمو سباق الجائزة الكبرى في البحرين، وهي الجولة الثانية من بطولة العالم للفورمولا واحد لعام 2020 ، عقد حدث 2020 دون السماح بأي متفرجين.
وضعت إيطاليا أكثر من 16 مليون شخص في الحجر الصحي في لومباردي و 14 مقاطعة أخرى في الوسط والشمال، إلى جانب إغلاق المدارس وصالات الألعاب الرياضية والمتاحف والنوادي الليلية وأماكن أخرى في جميع أنحاء البلاد.
ألغى رئيس البرتغال جميع أنشطته العامة وسيبقى في المنزل في حجر صحي فرضه ذاتيًا بعد استقبال مجموعة من الطلاب من مدرسة تم إغلاقها بعد اكتشاف طالب منهم مصاب بـ COVID-19.
فرنسا، حظرت التجمعات لأكثر من 1000 شخص في محاولة للحد من انتشار الفايروس.
المملكة العربية السعودية، تم إغلاق جميع المدارس والجامعات حتى إشعار آخر للسيطرة على انتشار الفيروس.
قطر، حظرت المستفرين القادمين من باكستان وبنغلاديش وسريلانكا والفلبين وإيران والعراق ولبنان وكوريا الجنوبية وتايلاند ونيبال ومصر والصين وسوريا والهند وسط مخاوف من انتشار الفايروس.

### 9 آذار
إيطاليا، تفرض حجرًا صحيًا على مستوى الدولة، مما يقيد السفر باستثناء الضرورة والعمل والظروف الصحية. ونتيجة لذلك، تدفق الناس إلى محلات السوبر ماركت واندلعت أعمال شغب في السجون.
رومانيا تحظر الرحلات الجوية من وإلى إيطاليا حتى 23 آذار. بالإضافة إلى ذلك، يتم إغلاق جميع المدارس في رومانيا من 11 إلى 22 آذار.
سيشيل، أعلنت عن إغلاق مؤقت لسفن الرحلات البحرية.
تحطمت أسواق الأسهم في جميع أنحاء العالم كرد فعل على تفشي فايروس كورونا وهبوط أسعار النفط.
ألغيت بطولة BNP Paribas المفتوحة للتنس، التي كان من المقرر عقدها في آذار في إنديان ويلز ، كاليفورنيا، الولايات المتحدة، بعد الإبلاغ عن حالة مؤكدة في المنطقة المحلية.
في بنما، بدأ مترو بنما في تنظيف قطاراته بشكل متكرر، باستخدام المطهرات المختلفة. كما أعلنت وزارة الصحة أن 1073 شخصًا يخضعون للمراقبة الطبية.
إعادة: موسم زيرو 2 تم تأجيله 

### 10 آذار
منغوليا، وضعت مدنًا متعددة، بما في ذلك عاصمتها أولانباتار، تحت الحجر الصحي حتى 16 آذار بعد تأكيد أول حالة في البلاد.
تمنع دولة صباح الماليزية المسافرين من إيران وإيطاليا من الدخول. ينطبق الحظر على جميع المسافرين الأجانب الذين سافروا إلى إيران وإيطاليا خلال الـ 14 يومًا الماضية، بما في ذلك الماليزيين غير المقيمين في صباح.
تم إغلاق جميع المدارس الابتدائية والثانوية في جمهورية التشيك.
في اليونان، تم إغلاق جميع المدارس الابتدائية والثانوية والجامعات والمدارس (المعروفة في اليونان باسم Frontistirio) لمدة أسبوعين ، بدءًا من 11 آذار حتى 24 آذار. لأن 25 آذار هو العيد الوطني لحرب الاستقلال اليونانية، سيتم إعادة فتح المدارس في 26 آذار تم اتخاذ هذه الإجراءات الوقائية للحد من انتشار الفايروس في اليونان. ومع ذلك ، وفقًا لوزير التعليم اليوناني ، نيكي كيراميوس ، يمكن تمديد العام الدراسي إذا تم تمديد إجراءات إغلاق جميع المدارس. بالإضافة إلى ذلك ، أعدت وزارة التعليم اليونانية خطة للتغطية على أيام الدراسة الضائعة. من بين أمور أخرى ، تتضمن هذه الخطة تمديدًا للسنة الدراسية ، وتخفيض مدة الدروس المدرسية في 35 دقيقة من أجل زيادة ساعات التدريس كل يوم ، وتقليل عطلات عيد الفصح ، والتعلم عن بُعد واقتطاع المناهج الدراسية. علاوة على ذلك ، يتم أيضًا النظر في تأجيل امتحانات القبول بالجامعة من حزيران إلى تموز أو أيلول ، بينما تم إلغاء العروض العسكرية والطلابية في جميع أنحاء اليونان في 25 آذار.
علقت بنما العام الدراسي في مدينة بنما ، والأنشطة التي تضم أعدادًا كبيرة من الناس حتى 7 نيسان. كان من المقرر أن يستمر تعليق العام الدراسي في أجزاء أخرى من البلاد حتى 20 آذار ، ولكن تم تمديده لاحقًا إلى 7 نيسان. كما أعلنت وزارة المنسا أن 66 شخصًا كانوا تحت المراقبة الطبية.
تم إلغاء RuPaul's DragCon LA 2020، والتي كان من المفترض أن تجري في 1 إلى 3 مايو في لوس أنجلوس. ومصير RuPaul's DragCon LA في مدينة نيويورك والمملكة المتحدة غير معروف حاليًا.
قال رئيس الأساقفة البولندي ، رئيس المؤتمر الأسقفي البولندي ، إن على الكنائس البولندية زيادة عدد الجماهير ، حتى يحضر عدد أقل من الناس في وقت واحد.
أغلقت الإدارة الذاتية لشمال وشرق سوريا (المعروفة أيضًا باسم روج آفا) معبر حدودي تحت سيطرتها مع العراق المجاور. كما أصدرت الإدارة بيانا طالبت فيه الصحفيين الأوروبيين بعد الحرب الأهلية السورية بعدم زيارة أجزاء من سوريا تحت سيطرتها ، وأن الفحوصات الطبية ستُجرى في جميع المعابر إلى أراضيهم استجابة لفيروس كورونا.

### 11 آذار
رئيس الوزراء الكندي جاستن ترودو أعلن تخصيص CA$1,000,000,000 في صندق الاستجابة ل COVID-19 يتضمن مساهمة 50 مليون $ ل منظمة الصحة العالمية ومبلغ إضافي قدره 275 مليون $ لتمويل الأبحاث لفيروس كورونا في كندا.
تم إغلاق جميع المدارس والجامعات في بولندا لمدة أسبوعين.
أعلنت منظمة الصحة العالمية تفشي وباء COVID-19 بعد أن زادت الحالات خارج الصين 13 ضعف خلال الأسبوعين الماضيين.
أعلن رئيس وزراء الدنمارك أنه سيتم إغلاق جميع المدارس والجامعات ورياض الأطفال لمدة أسبوعين.
في الولايات المتحدة ، أعلنت الرابطة الوطنية للرياضيين الجامعيين أن بطولة كرة السلة للرجال في الدرجة الأولى ودورة كرة السلة للسيدات ، المقرر إجراؤها من منتصف آذار إلى أوائل نيسان ، ستقام دون حضور أي متفرجين. تم تأجيل Boise ، مهرجان Treefort Music Idaho الشهير حتى 23 إلى 27 أيلول. وتم إلغاء معرض الترفيه الإلكتروني 2020.
أعلنت الرابطة الوطنية لكرة السلة الأمريكية والكندية أنها ستعلق ما تبقى من موسم 2020 بعد وجود نتائج إيجابية للمرض بين ال.
أعلن الرئيس الأمريكي دونالد ترامب أن جميع الرحلات من أوروبا (باستثناء المملكة المتحدة) إلى الولايات المتحدة سيتم تعليقها لمدة 30 يومًا.
ستقوم الهند بتعليق تأشيرات السفر للمسافرين ، بما في ذلك السفر بدون تأشيرة من 13 آذار حتى 15 نيسان، باستثناء التأشيرات الدبلوماسية والرسمية والتوظيف والمشاريع. حتى المسافرين المسموح لهم بالدخول سيخضعون لتعليمات الحجر الصحي.
إسرائيل تحظر التجمعات التي تتجاوز 100 شخص بعد ارتفاع الحالات. ستظل المدارس مفتوحة ، مع حث الجامعات ومعاهد التعليم العالي الأخرى على استكشاف التعلم عن بعد في حال تم الإغلاق. بالإضافة إلى ذلك ، يُطلب من الشركات السماح للموظفين بالعمل من المنزل.
يتعاون معهد Pasteur de Dakar و DiaTropix مع شركة Mologic البريطانية للتكنولوجيا الحيوية لتطوير مجموعات اختبار فحص «نقطة الحاجة» التي يمكنها تشخيص COVID-19 في 10 دقائق.

### 12 آذار
تعاني أسواق الأوراق المالية في جميع أنحاء العالم من انخفاض كبير لها في يوم واحد منذ انهيار عام 1987 بسبب وباء فايروس كورونا وإعلان اليوم السابق له لحظر السفر لمدة 30 يومًا بين الولايات المتحدة وأوروبا.
يبدأ رئيس الوزراء الكندي ترودو الحجر الصحي الذاتي لمدة 14 يومًا بعد أن كانت زوجته صوفي ترودو نتيجتها إيجابية للفيروس.
تقوم إسرائيل وسريلانكا بإغلاق المدارس في وقت مبكر من 13 آذار ، وتمديد العطلات حتى 20 نيسان لوقف انتشار فايروس كورونا. يُطلب من المدارس أيضًا الامتناع عن التخطيط للرحلات الاستكشافية خلال هذه الفترة.
تغلق سنغافورة المساجد لمدة خمسة أيام ابتداءً من 13 آذار للتنظيف كإجراء احترازي ضد فايروس كورونا مع إلغاء الصلوات لذلك اليوم. بالإضافة إلى ذلك ، ستتوقف الأنشطة في المساجد حتى 27 آذار. يأتي ذلك بعد إصابة شخصين من تجمع في ماليزيا. بشكل منفصل ، ستواصل الكنيسة الكاثوليكية في سنغافورة تعليق الخدمات إلى أجل غير مسمى بعد أن أعلنت منظمة الصحة العالمية أن فايروس كورونا هو وباء ، وإلغاء هذه الخطة الأولية لاستئناف الخدمات في 14 آذار.
تم إلغاء ماراثون Osim Sundown ، الذي من المفترض عقده في 23 أيار في سنغافورة ، بسبب الفيروس التاجي ، وبذلك دخول العدائين بشكل مباشر إلى ماراثون العام المقبل. كما تم تأجيل العديد من نشاطات الجري الأخرى أيضًا.
سيتم تمديد تعليق Cortes Generales ، البرلمان الإسباني ، لمدة 15 يومًا بسبب فايروس كورونا.
تغلق تركيا جميع المدارس الابتدائية والثانوية والثانوية لمدة أسبوع ، والجامعات لمدة ثلاثة أسابيع بدءًا من 16 مارس. ستقام جميع المباريات الرياضية بدون جمهور حتى نهاية نيسان. سيواصل الطلاب التعليم من منازلهم عبر الإنترنت وقنوات التلفزيون من 23 آذار لمدة أسبوع.
بعد تعليق الاتحاد الوطني لكرة السلة لموسمه قبل ذلك بيوم واحد ، تفعل الدوريات الرياضية المحترفة الرئيسية الأخرى في الولايات المتحدة وكندا والمنظمون الرياضيون نفس الشيء. توقف دوري الهوكي الوطني إلى أجل غير مسمى في ما تبقى من موسم 2020،  بينما يفرض الدوري الأمريكي لكرة القدم تعليقًا لمدة 30 يومًا في موسم 2020 . ألغى دوري البيسبول الرئيسي ما تبقى من تدريب الربيع ويؤخر بدء موسم 2020 لمدة أسبوعين على الأقل. الرابطة الوطنية للرياضة الجماعية، التي كانت قد أعلنت سابقًا أن جميع نشاطات البطولة الشتوية ، بما في ذلك دوري الدرجة الأولى للرجال لكرة السلة ودورة كرة السلة للسيدات ، ستلعب بدون متفرجين ، وتلغي جميع نشاطات البطولة حتى موسم 2020-21. ألغت رابطة لاعبي الجولف المحترفين الأمريكية بطولة اللاعبين وغيرها من نشاطات الجولف القادمة.
تصرح منظمة الصحة العالمية أنه يمكن السيطرة على جائحة COVID-19 طالما أن البلدان تأخذ الجائحة على محمل الجد. يأتي هذا بعد أن لم تتخذ بعض البلدان تدابير كافية لإبطاء انتقال العدوى ، وكذلك بعد أن نفت منظمة الصحة العالمية أن تفشي المرض كان جائحة.
قبل منتصف الليل ، أعلنت حكومة إستونيا أن حالة الطوارئ ستستمر حتى 1 أيار / مايو. وتشمل التدابير الخاصة المعلنة طوال فترة الطوارئ وحظر جميع التجمعات العامة والحفلات الموسيقية والعروض والمؤتمرات والأحداث الرياضية والدراسة المنتظمة في جميع المدارس والجامعات (يُسمح بأشكال الدراسة عن بُعد) وإغلاق المتاحف ودور السينما ؛ إدخال عمليات التفتيش على الحدود ؛ وقيود الزيارة على المستشفيات ومراكز الخدمة الاجتماعية والسجون.
ونتيجة لان اختبار ماكلارين للفايروس إيجابيا وهو عضو في الفريق، وانسحب فريق مكلارين كامل من بطولة أستراليا لسباق الجائزة الكبرى 2020 .
يعلن الدوري الأوروبي لكرة السلة عن تعليق جميع الدوريات بما في ذلك الدوري الأوروبي واليورو كوب حتى موعد غير معروف.
بدأ تتابع شعلة دورة الألعاب الأولمبية الصيفية 2020 في أولمبيا ، اليونان، في حفل صغير بدون متفرجين. كان هذا أول احتفال بإضاءة اللهب الأولمبية يُعقد بدون حضور عام منذ عام 1984.

### 13 آذار
مع نتائج اختبار فريق ماكلارين الإيجابية في اليوم السابق ، وانسحاب الفريق من السباق ، قرر F1 وFIA إلغاء الجولة الافتتاحية لبطولة العالم للفورمولا ون 2020 ، الجائزة الكبرى الأسترالية. وفي وقت لاحق ، تم الإعلان عن تأجيل الجولتين القادمتين في البحرين وفيتنام .
ألغى مجلس أوكلاند مهرجان Pasifika السنوي في أوكلاند استجابة للمخاوف الصحية حول فايروس كورونا.
أعلن كريكيت أستراليا أن سلسلة المباريات الثلاث ضد نيوزيلندا ستمضي قدمًا ، ولكن لن يتم قبول المشجعين في المكان.
أعلنت جمهورية التشيك عن حظر كامل للسفر اعتبارا من منتصف ليل 16 مارس/آذار ، ومنع جميع الأجانب من الدخول، والمواطنين التشيك والأجانب المقيمين لفترة طويلة من مغادرة البلاد. سيكون الإغلاق ساري المفعول طوال حالة الطوارئ لمدة 30 يومًا التي أعلنت في 12 آذار.
تحظر سنغافورة الزائرين القادمين من إيطاليا وفرنسا وإسبانيا وألمانيا من 15 آذار الساعة 11.59 مساءً ، أما مواطني سنغافورة والمقيمين الدائمين وحاملي التصاريح الطويلة الأجل العائدين من هذه الاماكن تم التشريع لهم بالبقاء في المنزل (SHN) لمدة 14 يومًا. ستتوقف مكالمات الميناء لجميع سفن الرحلات البحرية على الفور. يُنصح مواطنو سنغافورة أيضًا بتأجيل السفر غير الضروري إلى إيطاليا وفرنسا وإسبانيا وألمانيا ، ومراجعة خطط السفر والحذر أثناء السفر. أي مسافر تظهر عليه الاعراض عند نقاط التفتيش سوف يخدم بالحجر SHNs لمدة 14 يومًا ، حتى مع النتائج السلبية لـ COVID-19. يجب تأجيل أو إلغاء جميع الأحداث الثقافية والرياضية والترفيهية الجديدة التي تضم 250 شخصًا أو أكثر ، حيث يتعين على منظمي الأحداث المباعة اتخاذ إجراءات لضمان سلامة المشاركين قبل السماح لهم بالمضي قدمًا. يُنصح منظمو التجمعات بالحد من الازدحام والاتصال بين الناس ، وكذلك الأماكن العامة. وينصح أرباب العمل أيضا للسماح للموظفين العمل عن بعد، ارباك ساعات العمل وفي ساعات الذروة.
أصدرت سويسرا قيودًا شاملة على أماكن التجمعات العامة ، وأغلقت المدارس في جميع أنحاء البلاد ، وفرضت حظرًا على التجمعات العامة لأكثر من 100 شخص حتى 30 نيسان. يتم تنفيذ ذلك من قبل معظم الكانتوكإغلاق دور السينما والمسارح والمتاحف ومراكز الشباب والمراكز الرياضية ومراكز اللياقة البدنية والمسابح ومراكز العافية والمراقص وحانات البيانو والنوادي الليلية والنوادي المثيرة.
أعلن الرئيس الأمريكي دونالد ترامب حالة الطوارئ الوطنية ، وخصص حوالي 50 مليار دولار أمريكي من أموال الحكومة الفيدرالية الأمريكية لجهود الإغاثة. واستجابة لذلك ، سجل مؤشر داو جونز الصناعي في سوق الأسهم الأمريكية أكبر مكاسب له في يوم واحد منذ أكتوبر 2008.
في المملكة المتحدة ، علق الدوري الإنجليزي الممتاز، جنبًا إلى جنب مع دوري كرة القدم الإنجليزي ودوري الاتحاد الإنجليزي للسيدات، مواسمهما حتى نيسان، بعد أن أثبت كل من مدير نادي أرسنال ميكيل أرتيتا ولاعب تشيلسي كالوم هدسون-أودوي نتائج إيجابية للمرض.
أعلنت شركة Apple Inc. أن مؤتمر المطورين العالمي السنوي (WWDC) سيعقد كمؤتمر عبر الإنترنت فقط للمرة الأولى كإجراء احترازي. وأعلنوا لاحقًا إغلاق جميع متاجر Apple خارج الصين الكبرى حتى 27 آذار. علاوة على ذلك ، تم الإعلان عن التزام بمبلغ 15 مليون دولار أمريكي للاستجابة ل COVID-19.
نصح كبير المسؤولين الطبيين في أستراليا الحكومة بحظر التجمعات الجماعية لأكثر من 500 شخص لوقف فايروس كورونا.
في بنما ، بدأت الشركات بفرض قيود على عدد المواد الغذائية ومستلزمات النظافة الشخصية التي يمكن للعميل شراؤها في المرة الواحدة.

### 14 آذار
ألغت حكومة نيوزيلندا الخدمة التذكارية لإطلاق النار في مسجد كرايستشيرش المقرر عقدها في ملعب هورنكاسل في كرايستشيرش في 15 آذار بسبب مخاوف من COVID-19. أعلنت رئيسة الوزراء جاسيندا أرديرن أن أي شخص يدخل نيوزيلندا من منتصف ليل 15 آذار سيضطر إلى عزل نفسه لمدة 14 يومًا. سيتم منع السفن السياحية من دخول نيوزيلندا من منتصف ليل 14 آذار حتى 30 حزيران. بالإضافة إلى ذلك ، لن يُسمح لأي شخص يعاني من أعراض فايروس كورونا بدخول جزر المحيط الهادئ وسيتعين على أولئك الذين يسافرون إلى الخارج الانتظار لمدة 14 يومًا قبل السفر إلى المحيط الهادئ.
أمر رئيس الوزراء الماليزي محي الدين ياسين بإلغاء أو تأجيل جميع التجمعات العامة بما في ذلك الاجتماعات الدولية والرياضة والأحداث الاجتماعية والدينية حتى 30 نيسان بسبب مخاوف COVID-19. كما أعلن رئيس الوزراء أن الحكومة ستقوم بإخلاء 65 ماليزيًا من إيران و 323 من إيطاليا في مهام إنسانية.
أعلنت ولاية جورجيا الأمريكية أنها ستنقل انتخابها الأساسي للرئاسة من 24 آذار إلى 19 أيار ، لتصبح ثاني ولاية تقوم بذلك بعد ولاية لويزيانا.
طلب الرئيس الأمريكي دونالد ترامب من طبيبه إصدار مذكرة تشير إلى أنه كان سلبيًا للفيروس.
حظرت بنما جميع الرحلات الجوية من وإلى أوروبا وآسيا لمدة 30 يومًا. كما بدأت الحكومة البنمية في تنظيم الأنشطة التي تضم أكثر من 50 شخصًا.

### 15 آذار
جميع المدارس في مقاطعة بانتين في إندونيسيا مغلقة حتى 28 مارس/آذار. يأتي ذلك بعد أن أعلن حاكم بانتين وحيدين حليم أن الفايروس«حدث استثنائي». كما فعلت الشيء نفسه مقاطعات أخرى مثل جاكرتا ووسط جاوة وغرب كاليمانتان وغرب جاوة.
منعت بروناي جميع المواطنين والمقيمين الأجانب من المغادرة استجابة لوباء ال. كما حظرت وزارة الصحة التجمعات الجماهيرية بما في ذلك حفلات الزفاف والمناسبات الرياضية. بالإضافة إلى ذلك ، أوقف الاتحاد الوطني لكرة القدم في بروناي دار السلام، ودوري اتحاد كرة القدم للهواة في منطقة توتونغ ، واتحاد كرة السلة في بروناي جميع المباريات والألعاب.
أوقفت فنلندا اختبار الأشخاص العائدين من الرحلات إلى الخارج ، وجميع الأشخاص الذين يعانون من أعراض الأنفلونزا في البلاد. الاختبارات محفوظة الآن للمهنيين الصحيين فقط.
اقترح رئيس الوزراء الهندي ناريندرا مودي صندوق سارك ويسمى صندوق الطوارئ SAARC COVID-19 لمعالجة فيروسات كورونا عبر مؤتمر الفيديو. واقترح إنشاء تطوع معتمد على صندوق دعم طوارئ COVID-19 مع التزام الهند USD 10 ملايين في البداية لذلك.
أعلن رئيس جنوب أفريقيا سيريل رامافوسا حالة كارثة وطنية من حيث قانون إدارة الكوارث ، وأعلن عن اتخاذ تدابير تشمل فرض حظر على سفر الرعايا الأجانب من البلدان عالية المخاطر ، بما في ذلك إيطاليا وإيران وكوريا الجنوبية وإسبانيا ، ألمانيا والولايات المتحدة والمملكة المتحدة والصين ؛ إجراء فحص عالي الكثافة للمسافرين من البلدان ذات المخاطر المتوسطة ، مثل البرتغال وهونغ كونغ وسنغافورة ، بالإضافة إلى اختبار وعزل مواطني جنوب إفريقيا العائدين من البلدان عالية المخاطر ؛ إغلاق 35 من 72 منفذًا بريًا وبحريًا وجويًا ؛ حظر تجمعات أكثر من 100 شخص ؛ إغلاق المدارس من 18 آذار 2020 حتى منتصف 2020 ؛ وتعليق زيارات المراكز الإصلاحية (السجون ومرافق إعادة التأهيل) لمدة 30 يوما.

### 16 آذار
تعلق قوة الحدود الأسترالية عمليات ترحيل مواطني نيوزيلندا إلى نيوزيلندا حتى 30 آذار ، اعتبارًا من منتصف ليل 16 آذار.
أعلن رئيس الوزراء الكندي جاستن ترودو قيودًا على دخول كندا ، مما يسمح فقط للمواطنين الكنديين والأمريكيين والمقيمين الدائمين وأقرب عائلة المواطنين والدبلوماسيين وطاقم الطائرة. وسيتم رفض أي ركاب متجهين إلى كندا يظهر عليهم أعراض COVID-19 . أعلن رئيس الوزراء ساسكاتشوان سكوت مو عن إغلاق جميع المدارس الابتدائية والثانوية في المقاطعة اعتبارًا من 20 آذار.
وأكد وزير الصحة الكوستاريكي دانيال سالاس 41 حالة إصابة بفيروس كورونا. كما أعلنت الحكومة حالة الطوارئ الوطنية. تم تعليق الفصول الدراسية في جميع المدارس والكليات العامة والخاصة حتى 4 نيسان. وسيتم إغلاق الحدود اعتبارًا من الأربعاء 18 آذار وتستمر حتى 12 نيسان، ولا يوجد قيود على دخول سكان كوستاريكا والمقيمين الدائمين. يجب أن يبقى أولئك الذين يدخلون المنطقة في الحجر الصحي لمدة 14 يومًا على الأقل.
أعلن الرئيس الغواتيمالي أليخاندرو جياماتي أن غواتيمالا ستغلق حدودها لمدة أسبوعين كجزء من إجراءات احتواء الفايروس.
يمنع رئيس الوزراء الماليزي محي الدين ياسين المواطنين الماليزيين من السفر إلى الخارج والأجانب من دخول ماليزيا في الفترة من 18 إلى 31 آذار. سيتعين على الماليزيين العائدين من الخارج الخضوع للفحوصات الصحية والحجر الذاتي لمدة 14 يومًا.
تم إلغاء حدث Pink Dot SG ، وهو حدث لدعم مجتمع LGBT في سنغافورة يفترض أن يُعقد في 27 حزيران ، بسبب جائحة فايروس كورونا ، وهي المرة الأولى التي يتم فيها ذلك. في مكانها ستكون جلسة بث مباشر حيث يمكن للناس الاستماع إليها.
يشير الرئيس الأمريكي دونالد جيه ترامب إلى COVID-19 على أنه «الفيروس الصيني»، مستمدًا ادعاءات بالعنصرية من المسؤولين الصينيين ومنظمة الصحة العالمية.

### 17 آذار
أعلن وزير الصحة النيوزيلندي ديفيد كلارك أن حكومة نيوزيلندا ستقوم بترحيل السائحين الأجانب الذين ينتهكون متطلبات الحكومة إلى الحجر الصحي لمدة أسبوعين. في وقت لاحق ، اعتقلت إدارة الهجرة بنيوزيلندا سائحين أجانب لرفضهما الامتثال لمتطلبات الحجر الصحي الذاتي. في اليوم نفسه ، أعلن وزير المالية جرانت روبرتسون عن حزمة أعمال Covid-19 لفايروس كورونا بقيمة 19.1 مليار دولار نيوزيلندي لمساعدة الشركات والمستفيدين والخدمات الصحية المتضررة من تفشي مرض Covid-19.
أعلن جون لانداو، المنتج المشارك لتتابعات فيلم أفاتار ، أن إنتاج الأفلام في ستون ستريت ستوديوز النيوزيلندي تم إيقافه استجابة لتفشي فايروس كورونا. ومع ذلك ، سيستمر التصوير في لوس أنجلوس.
منعت بنما جميع الأجانب غير المقيمين من دخول البلاد. كما بدأت السلطات البنمية في استخدام علامة التصنيف QUEDATEENCA#STAYATHOME#) على وسائل التواصل الاجتماعي في محاولة لإقناع الناس بالبقاء في المنزل في الحجر الصحي.
أعلن الاتحاد الأوروبي لكرة القدم (UEFA) عن تأجيل يورو 2020 القادم إلى 11 حزيران إلى 11 تموز 2021، وهي أول مرة في تاريخ بطولة الاتحاد الأوروبي لكرة القدم التي استمرت 60 عامًا تم تأجيلها على الإطلاق.

### 18 آذار
تم إلغاء مسابقة الأغنية الأوروبية ، التي كان من المقرر عقدها في روتردام بهولندا.
حثت وزارة الشؤون الخارجية والتجارة النيوزيلندية (MFAT) جميع النيوزيلنديين الذين يسافرون إلى الخارج على العودة إلى ديارهم استجابة لانتشار فايروس كورونا.
ألغت حكومتا نيوزيلندا وأستراليا خدمات يوم أنزاك المقرر عقدها في جاليبولي بتركيا استجابة لقيود السفر وتفشي فايروس كورونا.
بعد الزيادة السريعة للحالات ، أعلنت سنغافورة أن إشعارات Stay-Home ستطبق على جميع المسافرين الذين يصلون إلى سنغافورة اعتبارًا من 20 آذار. يُنصح المسافرون أيضًا بتأخير خطط السفر ، مع اتخاذ المزيد من الإجراءات للمسافة الاجتماعية قريبًا.
فرضت بنما حظر تجول على الصعيد الوطني ، يسري كل يوم من الساعة 9 مساءً إلى 5 مساءً في اليوم التالي. فرض حظر التجول على الجميع بغض النظر عن العمر أو العرق ، إلخ. تم فرضه لمنع انتشار الفايروس. أمر الرئيس البنمي نيتو كورتيزو بإكمال بناء مستشفى معياري ، على غرار المستشفيات الصينية المشيدة لهذا الغرض ، في غضون شهر. أغلقت بنما أيضًا حدودها البرية مع كوستاريكا ، وبدأت في تشغيل رقم Whatsapp للسماح للناس باستشارة الطبيب. بدأت السلطات البنمية في وقت لاحق في استكشاف إمكانية وجود حجر صحي إلزامي على الصعيد الوطني ، والسماح لشخص واحد فقط لكل أسرة بالشراء من البقالة والمستحضرات الصيدلانية.
أعلنت المملكة المتحدة أنه سيتم إغلاق جميع المدارس والكليات ودور الحضانة اعتبارًا من 21 آذار وحتى إشعار آخر - باستثناء أطفال «العمال الرئيسيين» والأطفال المعرضين للخطر - وسيتم إلغاء امتحانات A Level و GCSE في أيار وحزيران في إنجلترا وويلز.
علقت العديد من شركات صناعة السيارات ، بما في ذلك BMW و Kia و Toyota و Honda الإنتاج مؤقتًا لعدة أسابيع في الولايات المتحدة وأوروبا.
بعد تأجيل غير مسمى بسبب فايروس كورونا ، سيتم جدولة ألعاب ASEAN Para 2020 في الفترة من 3 إلى 9 من تشرين الأول.

### 19 آذار
أعلن رئيس الوزراء الأسترالي سكوت موريسون أن أستراليا ستغلق حدودها لجميع غير المقيمين والمواطنين غير الأستراليين من الساعة 9 مساءً في 20 آذار.
ألغت الجمعية الملكية النيوزيلندية المرتجعة والخدمات جميع خدمات يوم أنزاك ، المقرر في 25 نيسان. نصح وزير الصحة النيوزيلندي ديفيد كلارك بإلغاء الأحداث الداخلية الجماعية مع أكثر من 100 شخص باستثناء أماكن العمل والمدارس ومحلات السوبر ماركت ووسائل النقل العام. أغلقت رئيسة الوزراء جاسيندا أرديرن حدود نيوزيلندا أمام غير المواطنين وغير المقيمين باستثناء مواطني ساموا وتونغا الذين يسافرون إلى نيوزيلندا لأسباب أساسية و «العاملين الصحيين الأساسيين» والذين يسعون إلى دخول البلاد لأسباب إنسانية.
أعلن الرئيس الأرجنتيني ألبرتو فرنانديز الحجر الصحي الإلزامي ، ساري المفعول من منتصف الليل من 20 آذار حتى 31 آذار.

### 20 آذار
يغلق مجلس أوكلاند جميع المكتبات العامة وأحواض السباحة والمراكز الترفيهية في أوكلاند، أكبر مدن نيوزيلندا. تقوم جامعة أوكلاند وجامعة ماسي بتعليق الفصول الدراسية من أجل تقليل التواصل وجهاً لوجه.
في بنما ، أعلنت الحكومة حظر جميع رحلات الركاب الدولية من وإلى بنما اعتبارًا من 22 آذار ، لمدة 30 يومًا. أعلنت خطوط كوبا الجوية عن وقف مؤقت للعمليات ، اعتبارًا من 22 آذار لمدة 30 يومًا. كما أعلنت الحكومة عن الإغلاق المؤقت القوي لجميع الشركات ، باستثناء أولئك الذين يعملون في مجالات الغذاء ، والأدوية ، والصحة ، والمصارف ، والبناء ، والخدمات اللوجستية ، والاتصالات ، والنقل ، والصناعات الزراعية ، والأعلاف الحيوانية ، والأمن والصناعات الأخرى ذات الصلة ، وكذلك محلات السوبر ماركت والمتاجر والمحامين والعيادات البيطرية ومراكز الاتصال ودور الجنازة ومغاسل الملابس. قد تقدم المطاعم طلبات الطلبات الخارجية ، أو القيادة من خلال السيارة ، أو طلبات التوصيل. كما تم تعليق خدمات الكنيسة التي تضم أكثر من 50 شخصًا. كما علّق اليانصيب الوطني سحوباته. أقامت الحكومة عدة «أسوار وبائية» لمنع الأشخاص غير المصرح لهم من نشر الفايروس إلى المناطق المحمية بواسطة الأسوار.
بدأت الحكومة الدومينيكية في فرض حظر التجوال ، على غرار حظر التجول في بنما ، لكنها سارية من الساعة 8 مساءً إلى 6 صباحًا في اليوم التالي ، حتى 3 نيسان.
بعد منتصف آذار 2020، اتخذت الحكومة الفيدرالية خطوة كبيرة لاستخدام الجيش الأمريكي لبدء وقيادة جهودها للنمو السريع في مرافق العناية المركزة ل Covid-19 في جميع أنحاء البلاد. سلاح المهندسين بالجيش الأمريكي، تحت السلطة القانونية القائمة التي تأتي من التفويضات والسلطات من وكالة إدارة الطوارئ الفدرالية، سوف يؤجر بسرعة عددًا كبيرًا من المباني في جميع أنحاء الولايات المتحدة في الفنادق وفي المباني المفتوحة لزيادة عدد الغرف والأسرة على الفور المزودة ب وحدة العناية المركزة لمرضى جائحة فايروس كورونا 2020. قدم جنرال الجيش تود سيمونيت إحاطة عامة للخطة في 20 آذار 2020. سوف يتعامل سلاح المهندسين مع التأجير والهندسة ، لعقود تعديلات سريعة في المنشآت السريعة وإعداد التشريعات للمقاولين المحليين. وتتوخى الخطة أن يتم تشغيل المرافق وتوفير الطاقم الطبي بالكامل من قبل مختلف الولايات الأمريكية بدلاً من الحكومة الفيدرالية.
تم لعب Grand Ole Opry أمام مسرح فارغ للمرة الأولى منذ عام 1925.
أطلقت وكالة التكنولوجيا الحكومية في سنغافورة تطبيقًا للهواتف الذكية TraceTogether لتعزيز جهود تتبع جهات الاتصال ، وهو أول تطبيق من هذا النوع في العالم. بالإضافة؛ تم الإعلان عن المزيد من إجراءات التباعد الاجتماعي ، بما في ذلك تعليق جميع الأحداث والتجمعات مع 250 شخصًا أو أكثر مع حتى 30 حزيران ، وضمان فصل متر واحد في الأماكن العامة ، وتعليق كافة الاحداث لجميع لكبار السن لمدة 4 يومًا أخرى حتى 7 نيسان. كما تم وضع دليل حول إجراءات الإبعاد الآمنة من قبل Enterprise Singapore و Singapore Tourism Board .

### 21 آذار
تقدم رئيسة وزراء نيوزيلندا جاسيندا أرديرن نظام تنبيه COVID-19 رباعي المستويات. تقع نيوزيلندا حاليًا في المستوى 2 حيث يتم تشجيع الأشخاص الذين تزيد أعمارهم عن 70 عامًا أو الذين يعانون من ضعف في جهاز المناعة على البقاء في المنزل ، ويتم تقليص جميع الرحلات الداخلية غير الضرورية. أغلقت العديد من مجالس الهيئات المحلية في جميع أنحاء نيوزيلندا في أوكلاند وويلينغتون وكريستشيرش ودونيدين وهاور السفلى وبوريروا المرافق العامة بما في ذلك حمامات السباحة والمكتبات ومراكز الترفيه والمراكز المجتمعية والمعارض الفنية والمتاحف.
في أستراليا ، أعلنت الحكومة الفيدرالية حالة طوارئ للأمن البيولوجي البشري بموجب قانون الأمن الحيوي لعام 2015 ، بعد اجتماع لجنة الأمن القومي في اليوم السابق مع حكومات الولايات والأقاليم. كانت وزارة الصحة قد خصصت في وقت سابق صفحة ويب للوباء ،  كما فعلت الولايات.
تقلل خدمات البث العالمية Neflix وYouTube من جودة الفيديو في الاتحاد الأوروبي للمساعدة في منع ازدحام الإنترنت حيث يعمل عشرات الملايين من الأوروبيين في المنزل أو في العزلة الذاتية.
ستغلق ديزني منتجع أولاني في هاواي من 24 آ حتى نهاية الشهر للحماية من فايروس كورونا.

### 22 آذار
دعت اللجنة الأولمبية الكندية واللجنة البارالمبية الكندية إلى تأجيل دورة الألعاب الأولمبية في طوكيو لعام 2020 ، محذرة من أنها لن ترسل رياضيين إذا استمرت الألعاب في 24 تموز.
الهند راقبت حظر تجوال لمدة 14 ساعة لمحاولة مكافحة جائحة فايروس كورونا وتقييم قدرة البلاد على مكافحة الفايروس.
حظرت سنغافورة جميع المسافرين بدءًا من 23 آ ، 11:59   مساء يأتي هذا بعد ارتفاع في الحالات القادمة من الخارج COVID-19. يُسمح فقط للأشخاص الذين يعملون في الخدمات الأساسية مثل خدمات الرعاية الصحية والنقل بالدخول إلى سنغافورة خلال هذه الفترة. بالإضافة إلى ذلك ، وافقت لجنة العمل الخاصة بين سنغافورة وماليزيا على أن يحصل الماليزيون على تصاريح عمل لمواصلة العمل في سنغافورة. المناقشات جارية.
تعلق القناة التلفزيونية البريطانية ITV إنتاج العديد من البرامج التلفزيونية بما في ذلك Coronation Street و Emmerdale والبرنامج الحواري فضفضة النساء .
فشل التصويت التحفيزي في الولايات المتحدة لتقليل تأثير فايروس كورونا بعد مرور أقل من الأصوات المطلوبة. يأتي هذا بعد أن صوت العديد من الديمقراطيين ضد مشروع القانون بسبب عدم قدرته على حماية العمال.

### 23 آذار
ردا على الارتفاع في عدد الحالات ، رفعت حكومة نيوزيلندا مستوى الإنذار الوطني COVID-19 إلى ثلاثة استعدادا لعملية إغلاق على الصعيد الوطني ستدخل حيز التنفيذ منتصف ليلة 26 آذار. كجزء من عملية التأمين على مستوى الدولة التي ستدخل حيز التنفيذ في 26 آذار ، سيتم رفع مستوى تنبيه COVID-19 إلى أربعة. سيُطلب من المدارس ، وجميع الأحداث الداخلية والخارجية ، ومعظم الشركات والمقاهي ، الإغلاق. ومع ذلك ، ستظل الخدمات الأساسية مثل محلات السوبر ماركت ومحطات البنزين والخدمات الصحية مفتوحة. وأصدرت الحكومة أيضا قائمة «الخدمات الأساسية» التي سيُسمح لها بالعمل خلال فترة الإغلاق لمدة أربعة أسابيع.
أعلنت سنغافورة أنه سيُطلب من جميع المسافرين الوافدين ملء استمارات التصريح الصحي عبر الإنترنت قبل الخضوع لتصريح الهجرة اعتبارًا من 27 آذار كإجراء للحماية من فايروس كورونا.
منتج الفيلم الأمريكي السابق والمدان مرتكب الجرائم الجنسية هارفي وينشتاين يحمل نتيجة إيجابية لفايروس .

### 24 آذار
أعلنت اللجنة الأولمبية الدولية واللجنة الأولمبية الدولية للمعاقين واللجنة المنظمة لطوكيو 2020 أنه سيتم تأجيل أولمبياد طوكيو 2020 ودورة الألعاب الأولمبية للمعاقين لعام 2020 إلى 2020 إلى ما بعد 2020 ولكن في موعد أقصاه صيف 2021. وهذه المرة الأولى في تاريخ الألعاب الأولمبية التي امتدت 124 عامًا والتي تم تأجيلها ، بدلاً من إلغاؤها.
مددت حكومة نيوزيلندا جميع التأشيرات المؤقتة حتى أواخر أيلول 2020 ؛ السماح للمسافرين الذين تنتهي صلاحية تأشيراتهم قبل 1 نيسان بالبقاء إذا لم يتمكنوا من مغادرة البلاد. حث وزير الخارجية وينستون بيترز النيوزيلنديين الذين تقطعت بهم السبل في الخارج على التفكير في اللجوء «بسبب» قيود السفر. وقدر بيترز أنه كان هناك 80 ألف نيوزيلندي عالقين في الخارج. وقد تم تسجيل 17.000 منهم في برنامج «السفر الآمن» التابع لوزارة الشؤون الخارجية والتجارة .
في 24 آذار ، أعلنت الحكومة البولندية فرض مزيد من القيود على الأشخاص الذين يغادرون منازلهم وعلى التجمعات العامة للحد من انتشار عدوى السارس- CoV-2. القيود الجديدة تقيد التجمعات بشكل افتراضي بحد أقصى شخصين (باستثناء العائلات)؛ استثناء للتجمعات الدينية ، مثل القداس في الكنيسة الكاثوليكية والجنازات والزواج الذي سمح فيه لخمسة مشاركين والشخص الذي يقيم المراسم بالتجمع ؛ واستثناء لأماكن العمل. تم حظر السفر غير الضروري ، باستثناء السفر إلى العمل أو المنزل ، أو الأنشطة ذات الصلة بمراقبة SARS-CoV-2، أو «الأنشطة اليومية الضرورية». تضمنت الأنشطة اليومية التي تعتبر «ضرورية» التسوق وشراء الأدوية وزيارة الأطباء وكلاب المشي والركض وركوب الدراجات والمشي شريطة عدم مشاركة أكثر من شخصين والاتصال بالآخرين. تم تحديد القيود مبدئيًا للفترة من 25 آذار إلى 11 نيسان.
أعلن رئيس الوزراء الهندي ناريندرا مودي عن إغلاق تام اعتباراً من منتصف ليل 25 آذار.
مددت بنما حظر التجوال لمدة 12 ساعة ، بدءًا من الساعة 5 مساءً وتنتهي الساعة 5 صباحًا من اليوم التالي. كما أعلنت الحكومة البنمية غرامات تصل إلى 100000 دولار أمريكي لأولئك الذين يرفضون البقاء في الحجر الصحي بعد تشخيصهم. بدأت العديد من الشركات في تغطية نوافذها الزجاجية بألواح و / أو طوب من خشب اللعب لمنع النهب. هبطت أول طائرة من طائرات لوفتهانزا 747-400 في مطار توكومين الدولي لإعادة 700 سائح ألماني. في وقت لاحق من اليوم ، أقامت الحكومة البنمية إغلاقًا على مستوى البلاد حتى إشعار آخر ، مع السماح للمواطنين بالخروج فقط لمدة 3 ساعات في اليوم ، مع وقت الخروج المسموح به اعتمادًا على آخر رقم هوية أو رقم جواز سفر. لذلك ، على سبيل المثال ، إذا انتهى رقم الهوية للشخص في 7، فسيُسمح لهذا الشخص بالخروج في الساعة 6:30 صباحًا ، وسيتعين عليه العودة إلى المنزل في الساعة 9:30 صباحًا. يُسمح للمواطنين الذين تزيد أعمارهم عن 60 عامًا بالتواجد في الخارج من الساعة 11:00 صباحًا حتى 1:00 مساءً. كما أعلنت الحكومة عن خصم 50٪ على فواتير الكهرباء لأولئك الذين يستهلكون أقل من 300 كيلوواط / ساعة ، وأعلنت فترة سماح لمدة 3 أشهر للمستخدمين غير القادرين على دفع فواتير الكهرباء والإنترنت وفواتير المياه.
تم تأجيل حفل تعريف قاعة مشاهير الروك آند رول 2020 لشهر تشرين ثاني 2020.
ردا على الارتفاع الحاد في حالات فيروس كورونا إلى 205، أعلن وزير الدفاع المدني النيوزيلندي بيني هناري حالة الطوارئ الوطنية لمدة سبعة أيام ، والتي يمكن تمديدها. بهذا يكمل تصنيف Coronavirus مستوى التنبيه 4 الذي يبدأ العمل به عند الساعة 11:59   مساء.
تعلن شركة Diamond Comics Distributors ، الموزع الرئيسي لمعظم الناشرين الأمريكيين الرئيسيين بما في ذلك Marvel Comics وDC Comics ، أنها ستتوقف عن شحن القصص المصورة الجديدة إلى المتاجر بدءًا من 1 نيسان. كما تبنت شركة Alliance Game Distributors التابعة للماس سياسة مماثلة ، حيث أغلقت نظامي التوزيع في اليوم السابق.
تشارلز ، أمير ويلز، وريث العرش البريطاني، نتيجة إيجابية فايروس Covid-19.
مصر تبدأ تطهير مجمع أهرامات الجيزة.

### 26
تُعقد قمة للمفوضية الأوروبية، يتناقش خلالها رؤساء حكومات إسبانيا وإيطاليا ودول الاتحاد الأوروبي الأخرى من أجل إصدار سندات عملة ل لمساعدة اقتصاداتها على التعافي من الأزمة (يطلق عليها «سندات كورونا»)، والتي تعارضها ألمانيا وهولندا.
أعلنت الهند عن خطة تحفيز اقتصادي بقيمة 1.7 تريليون روبية هندية لمساعدة ملايين الأشخاص المتضررين من إغلاق البلاد. كما أكد وزير المالية نيرمالا سيتارامان أن الحكومة الهندية تخطط لتوزيع خمسة كيلوغرامات من الحبوب الغذائية الأساسية مثل القمح أو الأرز لكل شخص مجانًا من أجل إطعام حوالي 800 مليون فقير خلال الأشهر الثلاثة المقبلة.
توقف روسيا جميع حركة النقل الجوي الدولية باستثناء الرحلات التي تعيد المواطنين الروس إلى وطنهم. تغلق موسكو جميع المطاعم والحانات والمتنزهات والمحلات التجارية ولكنها تسمح لمحلات البقالة والصيدليات بالبقاء مفتوحة.
بدأت بنما في الحد من عدد الأشخاص الذين قد يحضرون الجنازة. الآن سيتم السماح بخمسة مشاركين فقط لكل جنازة. أغلق مترو بنما بعض محطاته ، بسبب انخفاض معدل الركاب.
وافق مجلس الشيوخ الأمريكي على حزمة إغاثة طارئة بقيمة 2.2 تريليون دولار أمريكي ، والتي تعد حتى الآن أكبر صفقة إنقاذ في تاريخ الولايات المتحدة. تعهد الرئيس الأمريكي ترامب بأن تتعاون الولايات المتحدة مع الصين في مكافحة جائحة كوفيد 19، مما يشير إلى انفراج جديد بين واشنطن وبكين بعد أسابيع من التوترات المتزايدة. في نفس اليوم ، بعد قمة مكالمة فيديو مع قادة مجموعة العشرين الآخرين ، صرح ترامب أن الولايات المتحدة تتعاون مع الحلفاء الدوليين لوقف انتشار فايروس كورونا وزيادة تبادل المعلومات.
تفرض الإمارات العربية المتحدة حظر التجول الليلي وتبدأ في الت عبر الشوارع.

### 27 آذار
في كولومبيا ، أعلن الرئيس إيفان دوكي تمديد الحجر الصحي الوطني في نيسان.
رئيس الوزراء الماليزي محيي الدين ياسين يعلن RM 250 مليار تم تعينها ضمن حزمة التحفيز لمساعدة الناس والشركات والاقتصاد لمواجهة الآثار المترتبة على جائحة Covid 19 . تتكون حزمة التحفيز من 128 مليار رينجيت لمساعدة الرعاية الاجتماعية ، و 100 مليار رينجت ماليزي لدعم الشركات الصغيرة والمتوسطة ، وملياري رينجيت لتعزيز اقتصاد البلاد ، وحزمة تحفيز بقيمة 20 مليار رينجيت أعلن عنها سابقًا.
ألغى الدوري الياباني لكرة السلة للمحترفين B.League ما تبقى من الموسم استجابة لوباء .
كانت اختبارات رئيس الوزراء البريطاني بوريس جونسون إيجابية لـ COVID-19 .
بدأت شركة Shenzhen Bioeasy Biotechnology في استبدال مجموعات الاختبار المعيبة التي أرسلتها إلى إسبانيا.
مجلس النواب الأمريكي يمرر قانون Coronavirus Aid ، الإغاثة ، والأمن الاقتصادي عبر التصويت الصوتي ، ووقع عليه دونالد ترامب بعد ذلك. وصول USNS Mercy إلى لوس أنجلوس للمساعدة. بدأ المتعصبون ، نايك ، اندر ارموروغيرهم بانتاج كمامات الوجه.
أعلنت حكومة جمهورية أيرلندا فرض قيود على الحركة حتى 12 .

### 28
بعد تأكيد 63 حالة جديدة في الإمارات العربية المتحدة، أعلنت الدولة أنه سيتم تمديد التعقيم وحظر التجول حتى 5 .
في نيكاراغوا ، بدأ العديد من المواطنين في التعبير عن الغضب وخيبة الأمل من حكومتهم لعدم فعل ما يكفي للسيطرة على الفايروس.
في الولايات المتحدة ، أذنت إدارة الأغذية والأدوية FDA بالاستخدام الطارئ لمجموعة اختبار COVID-19 السريعة التي طورتها مختبرات Abbott.

### 29
وأكد وزير الدفاع الماليزي إسماعيل صبري يعقوب أنه تم اعتقال 649 شخصًا حتى أمس ، بينما أقر 73 شخصًا بارتكاب جرائم مختلفة بما في ذلك التجمعات العامة غير القانونية وعرقلة الموظفين العموميين وكسر حصار الشرطة.
تطلق شرطة نيوزيلندا نموذجًا جديدًا عبر الإنترنت على موقعها على الويب للأشخاص للإبلاغ عن انتهاكات تقييد مستوى التنبيه الرابع COVID-19 بما في ذلك انتهاكات العزل والأعمال التي تعمل بشكل غير قانوني.
بدأت بنما في صنع الكواشف الخاصة بها لمجموعات اختبار COVID-19.
أعلنت الحكومة الأرجنتينية تمديد الحجر الصحي الإلزامي على مستوى الدولة ، الذي كان من المقرر أصلاً أن ينتهي في 31 آذار حتى منتصف نيسان.
في هنغاريا ، أقرت الجمعية الوطنية قانونًا يسمح لرئيس الوزراء فيكتور أوربان بالحكم بالرسوم. وتشمل التدابير الأخرى السجن لنشر المعلومات المضللة والحفاظ على حالة الطوارئ الوطنية.
تقوم اللجنة الأولمبية الدولية واللجنة الأولمبية الدولية للمعاقين بنقل دورة الألعاب الأولمبية الصيفية لعام 2020 والألعاب الأولمبية للمعاقين الصيفية لعام 2020 لمدة 364 يومًا من جداولها الأصلية ، المقرر عقدها بين 23 تموز و 8 آب 2021 و 24 آب و 5 أيلول 2021، على التوالي.
في إسرائيل ، يعزل رئيس الوزراء بنيامين نتنياهو نفسه بعد اتصاله بالأشخاص المصابين.
تحظر اليابان دخول المواطنين الأجانب المسافرين من الولايات المتحدة والصين وكوريا الجنوبية ومعظم أوروبا. سيطلب من المواطنين اليابانيين العائدين أن يقوموا بالحجر الذاتي لمدة 14 يومًا.
وفي نيجيريا ، وضعت السلطات في لاغوس المدينة تحت الإغلاق لمدة أسبوعين يبدأ من مساء الاثنين.
في روسيا ، أغلقت سلطات موسكو العاصمة بعد أن تجاهل العديد من السكان الطلبات الرسمية للبقاء في منازلهم. بموجب إجراءات العزل الصارمة ، لا يُسمح للمقيمين بمغادرة منازلهم إلا في حالة الطوارئ الطبية ، والسفر إلى الوظائف الأساسية ، والحصول على المواد التموينية والأدوية ، ومشي كلابهم.
تطلب كوريا الجنوبية من جميع المسافرين العائدين من الخارج الخضوع لمدة أسبوعين من الحجر الصحي اعتبارًا من 1نيسان .
فرض رئيس أوغندا يوري موسيفيني حظراً لاحتواء انتشار فايروس كورونا بما في ذلك حظر السيارات الخاصة من الطرق لمدة 14 يومًا.
تدعو الأمم المتحدة إلى تقديم حزمة طوارئ بقيمة 2.5 تريليون دولار لمساعدة البلدان النامية على التعامل مع التأثير الاقتصادي لوباء Covid-19.
في الولايات المتحدة ، يمدد الرئيس ترامب قواعد الإغلاق الوطني والمسافات الاجتماعية في البلاد حتى 30 نيسان. كشفت فورد وجنرال إلكتريك عن خطط لتصنيع 50.000 جهاز تهوية في 100 يوم. أذنت إدارة الأغذية والأدوية FDA بالاستخدام الطارئ للأدوية المضادة للملاريا هيدروكسي كلوروكين والكلوروكين ، لعلاج مرضى COVID-19 المصابين بأمراض خطيرة. احتج بعض عمال Instacart و Amazon ، مطالبين بمعايير نظافة وأمان أكثر صرامة.

### 31 مارس
أعلن وزير الدفاع الماليزي داتوك سيري إسماعيل صبري يعقوب أن جميع الماليزيين العائدين من الخارج سيخضعون للحجر الصحي لمدة أسبوعين في مواقع محددة في جميع أنحاء البلاد.
تمدد حكومة نيوزيلندا حالة الطوارئ الوطنية في البلاد لمدة سبعة أيام.
بدأت الحكومة البنمية في فرض حدود على هوامش الربح لمستلزمات التنظيف والنظافة الحرجة. كما أعلنت الحكومة عن تنفيذ الحجر الصحي المطلق: الآن لن يُسمح للمواطنين بالخروج إلا في أيام متناوبة اعتمادًا على الجنس المحدد في بطاقة الهوية الخاصة بهم ، مع بقاء الجميع في المنزل خلال أيام الأحد.
تغلق جزر سليمان جميع المدارس في البلاد كإجراء وقائي ضد COVID-19.
قامت جنرال إلكتريك بتسريح 2600 موظف في محاولة لتوفير المال من تكاليف التشغيل.